# Сказка синего моря
«Сказка синего моря» — российский художественный немой фильм, снятый в 1916 году режиссёром Евгением Бауэром. Вышел на экраны 9 августа 1916 года. Фильм не сохранился.

## Сюжет
Сценарий опубликован в журнале «Пегас» (№ 4 за 1916 год).
Рыбак Антон и дочь виноградаря Ева встречаются. Антон приглашает её на свидание. По пути на него она встречает идущего с парохода на виллу прохожего. Человек с парохода (Борис) просит показать дорогу. Ева, которая часто носит фрукты на виллу, показывает наверх и долго смотрит ему вслед. Потом она идёт домой, позабыв о свидании с рыбаком.
На вилле Борис пишет портрет Елены. На виллу приходит Ева. Борис приглашает её на свидание к воротам парка. Елена наблюдает за ними и начинает ревновать.
Борис и Ева встречаются в парке, он целует её. Чуть позже Елена приглашает Бориса на свидание, когда её муж Павел будет занят. Борис возражает, но Елена грозит, что расскажет мужу, что не может жить без Бориса. Он целует Елену. Ночью после её знака он залезает на балкон. Елена обнимает и целует Бориса.
Павел в своей комнате пишет. Он замечает открытую дверь на балкон и видит мелькнувшую тень. Елена предлагает своему любовнику выйти в сад. В парке происходит драка Бориса и Антона. Павел понимает, что у жены есть любовник, но считает, что им является рыбак. Жена просит у Павла прощения. Они уезжают с виллы.
Ева, узнав, что на вилле остался только Борис, встречается с ним. Они катаются на лодке, Борис целует Еву.
Антон выясняет отношения с Евой. Поняв, что Ева его не любит, он бросается со скалы в море.
Борис получает телеграмму от Елены с просьбой приехать. Он собирается на пароход и обещает, что скоро вернётся.
Прошло много дней. Ева сидит на берегу моря и верит в возвращение Бориса.

## В ролях
- Зоя Баранцевич — Ева, дочь виноградаря
- Владимир Стрижевский — Антон, рыбак
- Константин Джемаров — Борис, художник
- Иван Перестиани — Павел
- Эмма Бауэр — Елена, жена Павла

## Съёмочная группа
- Режиссёр: Евгений Бауэр
- Сценарист: Зоя Баранцевич
- Оператор: Борис Завелев
- Продюсер: Александр Ханжонков

## Критика
Рецензент журнала «Проектор» отметил «ряд интересных пейзажей, сопровождаемых теми или иными мимическими жестами артистов». В целом, по его мнению, фильм «смотрится легко, но впечатление оставляет весьма и весьма непрочное».
Историк кино Вера Устюгова указывала, что создание на экране лирического настроения было целью режиссёра, приводя цитату из рецензии в «Вестнике кинематографии»:

«Лирическая драма — это та область светотворчества, в которой экран чувствует себя полным господином. „Сказка синего моря“ насквозь пропитана чистым и красивым лиризмом. Даже драматический момент пьесы, смерть рыбака, не нарушает основной гармонии — тихой грусти и мечтательности».